# Манастирско Доленци
Манастирско Доленци (мкд. Манастирско Доленци) су насеље у Северној Македонији, у западном делу државе. Манастирско Доленци припадају општини Кичево.
Насеље је добило назив по по оближњем манастиру Свете Богородице Пречисте у Кичеву (Кичевском манастиру).

## Географија
Насеље Манастирско Доленци је смештено у западном делу Северне Македоније. Од најближег већег града, Кичева, насеље је удаљено 6 km јужно.
Манастирско Доленци припадају историјској области Доња Копачка. Село је положено у долини реке Треске, у делу где се она шири у Кичевско поље. Јужно од села се издиже планина Баба Сач, док се северно пружа поље. Надморска висина насеља је приближно 700 метара.
Клима у насељу је умерено континентална.

## Историја
У месту званом "Манастирце" добили су Срби 3. октобра 1897. године царску дозволу за отварање школе. Ту је у оближњем манастиру постојала српска народна школа и раније, у којој је учитељ био Ђорђе, између 1873-1878. године.

## Становништво
Манастирско Доленци су према последњем попису из 2002. године имали 109 становника.
Већинско становништво су етнички Македонци (99%), а остало су Срби.
Претежна вероисповест месног становништва је православље.